# West-Sumatra

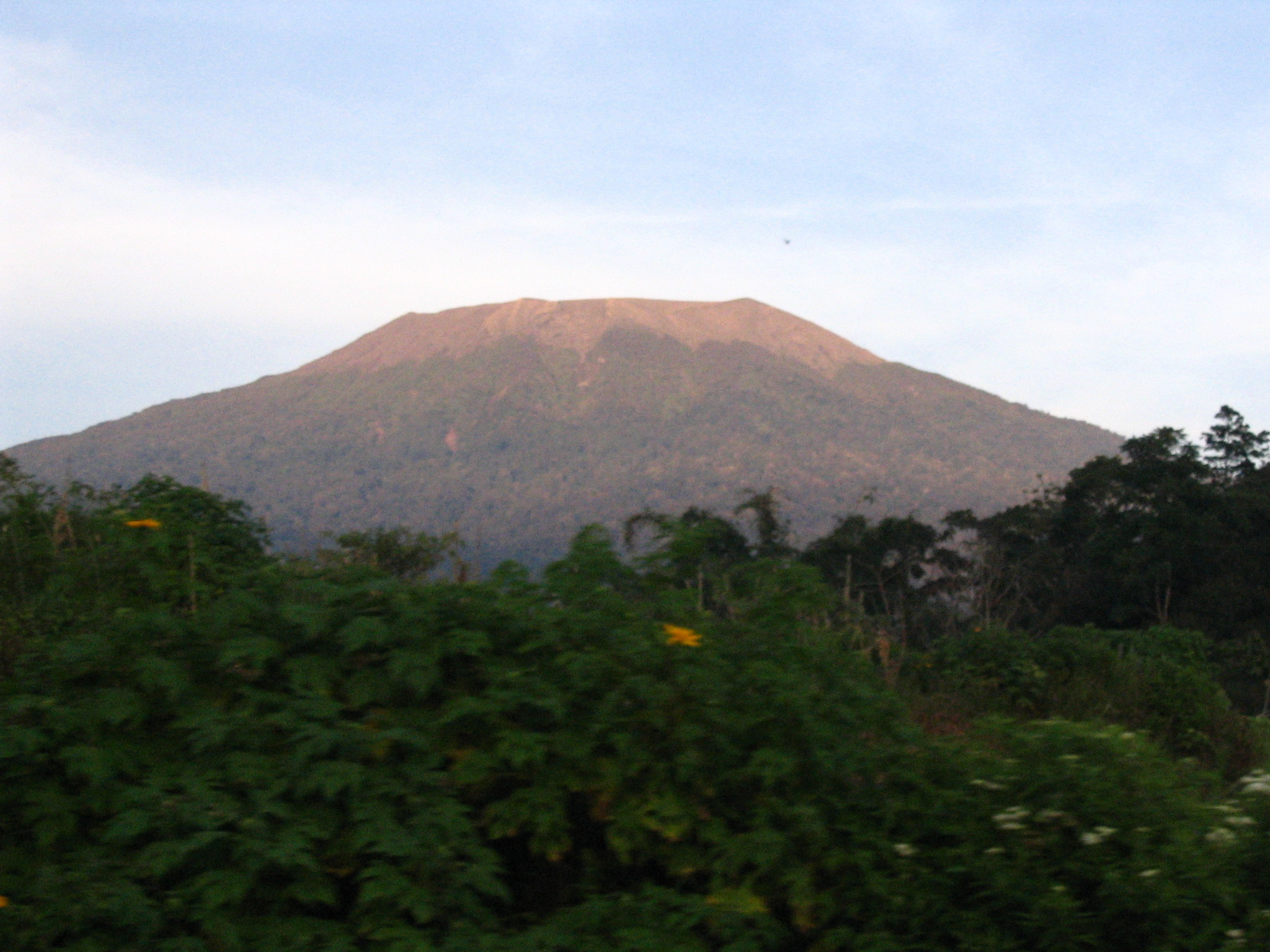
De Marapi is de meest actieve vulkaan van West-Sumatra

West-Sumatra (Indonesisch: Sumatera Barat - als acroniem: "Sumbar") is een provincie in Indonesië. Het ligt aan de westkust van het eiland Sumatra en grenst aan de provincies Noord-Sumatra (Sumatra Utara) in het noorden, Riau en Jambi in het oosten en Bengkulu in het zuidoosten. Even buiten de kust liggen de Mentawai-eilanden. De hoofdstad van de provincie is Padang.
Het gebied stond vroeger ook wel bekend onder de naam Padangse Bovenlanden.
West-Sumatra wordt vooral bewoond door de Minangkabau. De Mentawai zijn een apart volk, met een geheel eigen taal.

## Bestuurlijke indeling
West-Sumatra bestaat uit de volgende steden (kota, overwegend urbane gemeenten, voorheen kotamadya genoemd):
- Bukittinggi
- Padang
- Padang Panjang
- Pariaman
- Payakumbuh
- Sawahlunto
- Solok

en de volgende kabupaten (regentschappen):
- Agam
- Dharmasraya (afgesplitst van Sawahlunto-Sijunjung)
- Limapuluh Kota
- Kepulauan Mentawai (afgesplitst van Padang Pariaman)
- Padang Pariaman
- Pasaman
- Pasaman Barat (afgesplitst van Pasaman)
- Sijunjung
- Solok
- Solok Selatan (afgesplitst van Solok)
- Tanah Datar
- Zuid-Pesisir

Stadsgemeenten: Bukittinggi · Padang · Padang Panjang · Pariaman · Payakumbuh · Sawahlunto · Solok

Regentschappen: Agam · Dharmasraya · Limapuluh Kota · Kepulauan Mentawai · Padang Pariaman · Pasaman · Pasaman Barat · Sijunjung · Solok · Solok Selatan · Tanah Datar · Zuid-Pesisir